# Koldo Echebarria
Koldo Echebarria (Bilbao, 25 de febrer del 1961) és doctor en Dret i diploma d’Estudis Europeus per la Universitat de Deusto. Del 2018 fins al setembre de 2022 va ser director general d'Esade, substituint en el càrrec Eugènia Bieto.

## Biografia

### Trajectòria professional
Koldo Echebarria ha exercit nombrosos càrrecs rellevants tant en els sectors públic i privat com en l'àmbit acadèmic.
Va iniciar la seva carrera professional en l'Institut Europeu d'Administració Pública a Maastricht, com a professor i investigador, on va adoptar iniciatives de reforma de la gestió per a la Comissió Europea. D'allí es va passar al sector privat per a dirigir la Divisió de Sector Públic d'Andersen Consulting a Espanya. El 1992, va tornar al món acadèmic com a professor titular de ESADE Business School, on va cofundar l'actual Centre de Governança Pública. Durant els 8 anys en què es va dedicar a la docència, va establir aliances duradores amb destacades universitats i escoles de negocis europees i nord-americanes.
També va exercir com a professor de la Universitat de Georgetown, el Col·legi d’Europa (Bruges) i la Universitat de Xile.
El 2000 es va incorporar al Banc Interamericà de Desenvolupament (BID), (Washington DC), institució que finança projectes de desenvolupament a l'Amèrica Llatina i el Carib. Durant els 18 anys que va col·laborar amb el BID va ser gerent general i cap d’efectivitat en el desenvolupament (2007-2013). També va ser el representant del banc de Xile en dos períodes: de 2005 a 2007 i de 2013 a 2016. El 2016 va ser anomenat representant a Haití, encarregant-se dels programes per a la recuperació del país després del terratrèmol de l’any 2010.
Del 2018 fins al setembre de 2022 va ser director general d'Esade.

### Esade Business & Law School
Koldo Echebarria ha desenvolupat el seu treball en els camps de la gestió empresarial i la gestió pública. Abans de convertir-se en director general d’Esade, ja estava vinculat a la institució com a professor visitant. Una de les mesures més destacades des de la seva incorporació va ser l'impuls del talent de la institució, amb la concessió de 300 beques a alumnes de tot Espanya i ha contribuït a consolidar l'experiència educativa innovadora d’Esade amb projectes com el Minerva Project entorn a la transformació empresarial.

## Publicacions
Echebarria és col·laborador habitual en mitjans de comunicació com Forbes, El País, La Vanguardia o Expansión. A més, és autor de diversos llibres:
- Jarquín, E. & Echebarría Ariznabarreta, K. (2007). The Role of the state and politics in Latin American development (1950-2005) . In Payne, M., Zovatto, D. & Mateo Díaz, M. (Coords.), Democracies in development: Politics and reform in Latin America, pp. 1-14. Banco Interamericano de Desarrollo (BID).[9] Publicat l'1 de juny, 2007.
- Stein, E., Tommasi, M., Echebarría Ariznabarreta, K., Lora, E. & Payne, M. (Coords.), (2006). The Politics of policies: Economic and social progress in Latin America: 2006 report. Banco Interamericano de Desarrollo (BID).[3] Publicat al gener, 2006.
- Spink, P., Longo Martínez, F., Echebarría Ariznabarreta, K. & Stark, C. (2001). Nueva gestión pública y regulación en América Latina: balances y desafíos. Centro Latinoamericano de Administración para el Desarrollo (CLAD).[4] Publicat el 2001.
- Echebarría Ariznabarreta, K. & Losada Marrodán, C. (1993). Institucions i mètodes per millorar el funcionament de l'administració pública: Anàlisi comparada de les estratègies de modernització administrativa als Estats Units, França, el Regne Unit i Suècia. Generalitat de Catalunya. Comitè Assessor per a l'Estudi de l'Organització de l'Administració.[10] Publicat el 1993.